# Алкалі-Лейк 4A
Алкалі-Лейк 4A (англ. Alkali Lake 4A) — індіанська резервація в Канаді, у провінції Британська Колумбія, у межах регіонального округу Карібу.

## Населення
За даними перепису 2016 року, індіанська резервація нараховувала 10 осіб. Середня густина населення становила 7,7 осіб/км².

## Клімат
Середня річна температура становить 4,3°C, середня максимальна – 20°C, а середня мінімальна – -15,6°C. Середня річна кількість опадів – 381 мм.
| Клімат поселення                              | Клімат поселення | Клімат поселення | Клімат поселення | Клімат поселення | Клімат поселення | Клімат поселення | Клімат поселення | Клімат поселення | Клімат поселення | Клімат поселення | Клімат поселення | Клімат поселення | Клімат поселення |
| Показник                                      | Січ.             | Лют.             | Бер.             | Квіт.            | Трав.            | Черв.            | Лип.             | Серп.            | Вер.             | Жовт.            | Лист.            | Груд.            |                  |
| Середній максимум, °C                         | −1,66            | 2,62             | 6,79             | 11,88            | 16,40            | 19,96            | 19,87            | 19,62            | 14,79            | 9,18             | 2,16             | −2,76            |                  |
| Середня температура, °C                       | −8,61            | −4,34            | −0,18            | 4,92             | 9,44             | 13,00            | 15,68            | 15,44            | 10,61            | 5,00             | −2,03            | −6,95            |                  |
| Середній мінімум, °C                          | −15,56           | −11,3            | −7,12            | −2,02            | 2,50             | 6,06             | 11,51            | 11,26            | 6,44             | 0,82             | −6,22            | −11,11           |                  |
| Норма опадів, мм                              | 29               | 19               | 18               | 18               | 34               | 60               | 44               | 45               | 29               | 26               | 27               | 32               |                  |
| Середньомісячна швидкість вітру, м/с          | 2.18             | 2.29             | 2.51             | 2.70             | 2.52             | 2.32             | 2.20             | 2.00             | 2.00             | 2.35             | 2.40             | 2.30             |                  |
| Середньомісячна сонячна радіація, кДж/м²·день | 3061             | 6005             | 10854            | 15755            | 19150            | 20705            | 21344            | 18061            | 12568            | 6890             | 3379             | 2349             |                  |
| --------------------------------------------- | ---------------- | ---------------- | ---------------- | ---------------- | ---------------- | ---------------- | ---------------- | ---------------- | ---------------- | ---------------- | ---------------- | ---------------- | ---------------- |
| Джерело:                                      |                  |                  |                  |                  |                  |                  |                  |                  |                  |                  |                  |                  |                  |